# Isaiah Powell
Isaiah Powell (Albany, Nueva York, 1 de enero de 1996) es un jugador de baloncesto estadounidense. Con 1,98 metros de estatura juega en la posición de alero en el FC Cartagena Baloncesto de la Liga LEB Plata.

## Trayectoria
Es un alero formado en Universidad de Vermont, donde jugó la NCAA desde 2018 a 2022. En la temporada 2021-22, promediar 8,2 puntos, 6,3 rebotes y 2,8 asistencias en 29 minutos por partido en sus 33 encuentros.
El 26 de julio de 2022, firma por el FC Cartagena Baloncesto de la Liga LEB Plata.